# Громов, Евгений Владимирович (футболист)
Евге́ний Влади́мирович Гро́мов (24 февраля 1959, Москва) — советский футболист, полузащитник.

## Карьера
Воспитанник академии московского «Динамо». В основном составе дебютировал 21 февраля 1981 года в матче Кубка СССР против «Шинника», заменив на 84-й минуте Николая Латыша. Позже Громов сыграл ещё один матч в Кубке, а затем 12 сентября 1981 года провёл свой единственный матч в чемпионате СССР.
В 1982—1989 годах Евгений Громов играл за ставропольское «Динамо», а в 1989 году провёл 5 игр за «Динамо-2».